# 明谷ダム
明谷ダム（みょうだにダム）は、徳島県美馬郡つるぎ町、吉野川水系の明谷川に建設されたダム。高さ19.6メートルの重力式コンクリートダムで、四国電力のダムである。

## 概要
四国電力の切越発電所のダムで、徳島県つるぎ町一宇の貞光川の支流である明谷川に位置する。竣工は1931年（昭和6年）と古く、愛媛県の柿原水源地第一貯水池堰堤と並び、四国で最も古いコンクリートダムである。

## 沿革
- 1929年（昭和4年） - 着工。
- 1931年（昭和6年） - 完成。